# 朝見玄光
朝見 玄光（あさみ げんこう）は、戦国時代の武将。

## 経歴
北条氏邦に仕えた。武蔵国秩父郡下日野沢村（現：埼玉県秩父郡皆野町下日野沢）の土豪。秩父郡根古屋城主。
もと阿佐見姓を名乗っていたが、永禄12年（1569年）武田晴信勢を早朝に発見した功績より朝見に改姓した。